# Chile en la Copa Mundial de Fútbol de 1962
La selección de Chile fue uno de los 16 países participantes de la Copa Mundial de Fútbol de 1962, que se realizó en el mismo país.
Chile fue el anfitrión del torneo y llegó a semifinales, donde cayó con el futuro campeón, Brasil. Por el tercer lugar, venció a Yugoslavia con gol de Eladio Rojas y se levantó como uno de los tres mejores equipos del mundo.
En el mundial, Chile sorteó en el Grupo B junto a las selecciones de Alemania Federal, Italia y Suiza.
En su debut, Chile venció por 3:1 a la selección de Suiza. El segundo partido ante Italia estuvo manchado por la violencia y por ello fue llamado "La Batalla de Santiago" lo venció el anfitrión 2 a 0. La derrota ante Alemania Federal por 0:2 dejó al combinado chileno en la 2º posición, situación que los llevó a enfrentarse a la Unión Soviética por cuartos de final.
En este partido, jugado en la ciudad de Arica, Chile venció a la Unión Soviética, campeona de la Eurocopa de 1960 por 2:1, resultado que los condujo a semifinales. En semifinales, Chile se enfrentó al campeón vigente de la Copa Mundial: Brasil. Los chilenos fueron vencidos por 4:2, en un intenso partido que arrojó como expulsados a Honorino Landa por Chile y a Garrincha por Brasil.
Finalmente, Chile disputó el partido por la definición del tercer lugar contra Yugoslavia, donde vencieron a los europeos por 1:0 gracias a un gol en el último minuto del centrocampista
Eladio Rojas.
Los mejores jugadores de Chile en el torneo fueron el puntero izquierdo Leonel Sánchez, quién además resultó uno de los goleadores del Mundial con cuatro tantos y el lateral derecho Luis Eyzaguirre. En ese plantel, también destacaron los defensas Carlos Contreras, Raúl Sánchez y el capitán Sergio Navarro, los centrocampistas Eladio Rojas y Jorge Toro, además del polifuncional Jaime Ramírez.
Hasta el momento, esta ha sido la mejor actuación de Chile en una Copa Mundial de Fútbol en su historia.

## Jugadores
| #     | Región | Nombre               | Posición         | Edad             | Club                 |
| ----- | ------ | -------------------- | ---------------- | ---------------- | -------------------- |
| 1     |        | Misael Escuti †      | Portero          | 35               | Colo-Colo            |
| 2     |        | Luis Eyzaguirre      | Defensa          | 22               | Universidad de Chile |
| 3     |        | Raúl Sánchez †       | Defensa          | 28               | Santiago Wanderers   |
| 4     |        | Sergio Navarro       | Defensa          | 25               | Universidad de Chile |
| 5     |        | Carlos Contreras †   | Defensa          | 23               | Universidad de Chile |
| 6     |        | Eladio Rojas †       | Mediocampista    | 27               | Everton              |
| 7     |        | Jaime Ramírez †      | Mediocampista    | 30               | Universidad de Chile |
| 8     |        | Jorge Toro †         | Mediocampista    | 23               | Colo-Colo            |
| 9     |        | Honorino Landa †     | Delantero        | 19               | Unión Española       |
| 10    |        | Alberto Fouillioux † | Delantero        | 21               | Universidad Católica |
| 11    |        | Leonel Sánchez †     | Delantero        | 26               | Universidad de Chile |
| 12    |        | Adán Godoy           | Portero          | 25               | Santiago Morning     |
| 13    |        | Sergio Valdés †      | Defensa          | 26               | Universidad Católica |
| 14    |        | Hugo Lepe †          | Defensa          | 22               | Santiago Morning     |
| 15    |        | Manuel Rodríguez †   | Defensa          | 24               | Unión Española       |
| 16    |        | Humberto Cruz        | Defensa          | 22               | Santiago Morning     |
| 17    |        | Mario Ortiz †        | Mediocampista    | 33               | Colo-Colo            |
| 18    |        | Mario Moreno †       | Delantero        | 26               | Colo-Colo            |
| 19    |        | Braulio Musso †      | Delantero        | 32               | Universidad de Chile |
| 20    |        | Carlos Campos †      | Delantero        | 25               | Universidad de Chile |
| 21    |        | Armando Tobar †      | Delantero        | 23               | Universidad Católica |
| 22    |        | Manuel Astorga       | Portero          | 25               | Universidad de Chile |
| D. T. |        | Fernando Riera †     | Fernando Riera † | Fernando Riera † | Fernando Riera †     |

Prenómina Mundialista.
Los siguientes jugadores formaron parte de la prenómina mundialista de 40 jugadores, mas no conformaron el plantel final.
| Nombre                       | Posición                                                |
| ---------------------------- | ------------------------------------------------------- |
| Constantino Angel Zazzali †  | Arquero 31/12/1936 Club Deportivo O'Higgins (Chile)     |
| Alberto Aldo Valentini †     | Defensa 25/11/1938 Santiago Wanderers (Chile)           |
| Fernando Navarro             | Defensa 08/07/1935 Colo Colo (Chile)                    |
| Humberto Donoso Bertolotto † | Defensa 09/10/1938 Universidad de Chile (Chile)         |
| Enrique del Carmen González  | Defensa 20/11/1936 Santiago Morning (Chile)             |
| Santiago Leiva               | Defensa 15/02/1930 Santiago Morning (Chile)             |
| Victor Alfonso Sepúlveda †   | Defensa 03/04/1942 Universidad de Chile (Chile)         |
| Hernán Rodríguez Aliste      | Mediocampista 02/05/1933 Badmington Futbol Club (Chile) |
| Jorge Fernando Luco †        | Mediocampista 22/10/1934 Universidad Católica (Chile)   |
| Rómulo Dante Betta           | Delantero 20/03/1937 Everton Viña del Mar (Chile)       |
| Juan Soto †                  | Delantero 27/04/1937 Colo Colo (Chile)                  |
| Ricardo Cabrera Mendoza      | Delantero 05/07/1937 Club Deportivo O'Higgins (Chile)   |
| Carlos Jaime Hoffmann †      | Delantero 05/05/1936 Santiago Wanderers (Chile)         |
| Ricardo Díaz                 | Delantero 19/04/1937 Santiago Wanderers (Chile)         |
| Carlos Enrique Verdejo †     | Delantero 02/10/1934 Club de Deportes La Serena (Chile) |
| Bernardo Francisco Bello †   | Delantero 08/12/1933 Colo Colo (Chile)                  |
| Luis Hernán Álvarez †        | Delantero 21/05/1938 Colo Colo (Chile)                  |
| Mario Soto                   | Delantero 12/09/1939 Universidad Católica (Chile)       |

## Participación

### Grupo 2
| Equipo           | Pts | PJ | PG | PE | PP | GF | GC | Dif |
| ---------------- | --- | -- | -- | -- | -- | -- | -- | --- |
| Alemania Federal | 5   | 3  | 2  | 1  | 0  | 4  | 1  | 3   |
| Chile            | 4   | 3  | 2  | 0  | 1  | 5  | 3  | 2   |
| Italia           | 3   | 3  | 1  | 1  | 1  | 3  | 2  | 1   |
| Suiza            | 0   | 3  | 0  | 0  | 3  | 2  | 8  | -6  |

| 30 de mayo de 1962, 15:00 | Chile                          | 3:1 (1:1) | Suiza       | Estadio Nacional, Santiago                                |                                                           |
|                           | Sánchez 44', 55' · Ramírez 51' | Reporte   | Wüthrich 6' | Asistencia: 65 006 espectadores Árbitro(s): Kenneth Aston | Asistencia: 65 006 espectadores Árbitro(s): Kenneth Aston |

| 2 de junio de 1962, 15:00                  | Chile                  | 2:0 (0:0) | Italia | Estadio Nacional, Santiago                                |                                                           |
|                                            | Ramírez 73' · Toro 87' | Reporte   |        | Asistencia: 66 057 espectadores Árbitro(s): Kenneth Aston | Asistencia: 66 057 espectadores Árbitro(s): Kenneth Aston |
| Ver Batalla de Santiago para más detalles. |                        |           |        |                                                           |                                                           |

| 6 de junio de 1962, 15:00 | Chile | 0:2 (0:1) | Alemania Federal                  | Estadio Nacional, Santiago                                  |                                                             |
|                           |       | Reporte   | Szymaniak 21' (pen.) · Seeler 82' | Asistencia: 67 224 espectadores Árbitro(s): Robert Davidson | Asistencia: 67 224 espectadores Árbitro(s): Robert Davidson |

### Cuartos de final
| 10 de junio de 1962, 14:30 | Chile                   | 2:1 (2:1) | Unión Soviética | Estadio Carlos Dittborn, Arica                       |                                                      |
|                            | Sánchez 11' · Rojas 29' | Reporte   | Chislenko 26'   | Asistencia: 17 268 espectadores Árbitro(s): Leo Horn | Asistencia: 17 268 espectadores Árbitro(s): Leo Horn |

### Semifinales
| 13 de junio de 1962, 14:30 | Chile                         | 2:4 (1:2) | Brasil                            | Estadio Nacional, Santiago                                  |                                                             |
|                            | Toro 42' · Sánchez 61' (pen.) | Reporte   | Garrincha 9', 32' · Vavá 47', 78' | Asistencia: 76 594 espectadores Árbitro(s): Arturo Yamasaki | Asistencia: 76 594 espectadores Árbitro(s): Arturo Yamasaki |

### Tercer lugar
| 16 de junio de 1962, 14:30 | Chile     | 1:0 (0:0) | Yugoslavia | Estadio Nacional, Santiago                                   |                                                              |
|                            | Rojas 90' | Reporte   |            | Asistencia: 66 697 espectadores Árbitro(s): Juan Gardeazabal | Asistencia: 66 697 espectadores Árbitro(s): Juan Gardeazabal |

## Estadísticas

### Posición final
| Equipo | Equipo           | Pts | PJ | PG | PE | PP | GF | GC | Dif | Rend  |
| ------ | ---------------- | --- | -- | -- | -- | -- | -- | -- | --- | ----- |
| 3      | Chile            | 8   | 6  | 4  | 0  | 2  | 10 | 8  | +2  | 66,7% |
| 4      | Yugoslavia       | 6   | 6  | 3  | 0  | 3  | 10 | 7  | +3  | 50,0% |
| 5      | Hungría          | 5   | 4  | 2  | 1  | 1  | 8  | 3  | +5  | 62,5% |
| 6      | Unión Soviética  | 5   | 4  | 2  | 1  | 1  | 9  | 7  | +2  | 62,5% |
| 7      | Alemania Federal | 5   | 4  | 2  | 1  | 1  | 4  | 2  | +2  | 62,5% |
| 8      | Inglaterra       | 3   | 4  | 1  | 1  | 2  | 5  | 6  | -1  | 37,5% |
| 9      | Italia           | 3   | 3  | 1  | 1  | 1  | 3  | 2  | +1  | 50,0% |
| 10     | Argentina        | 3   | 3  | 1  | 1  | 1  | 2  | 3  | -1  | 50,0% |
| 11     | México           | 2   | 3  | 1  | 0  | 2  | 3  | 4  | -1  | 33,3% |
| 12     | España           | 2   | 3  | 1  | 0  | 2  | 2  | 3  | -1  | 33,3% |
| 13     | Uruguay          | 2   | 3  | 1  | 0  | 2  | 4  | 6  | -2  | 33,3% |
| 14     | Colombia         | 1   | 3  | 0  | 1  | 2  | 5  | 11 | -6  | 16,7% |
| 15     | Bulgaria         | 1   | 3  | 0  | 1  | 2  | 1  | 7  | -6  | 16,7% |
| 16     | Suiza            | 0   | 3  | 0  | 0  | 3  | 2  | 8  | -6  | 0,0%  |

### Goleadores
| Jugador        | Total |
| -------------- | ----- |
| Leonel Sánchez | 4     |
| Jaime Ramírez  | 2     |
| Jorge Toro     | 2     |
| Eladio Rojas   | 2     |